# 大阪天滿宮
大阪天滿宮（おおさかてんまんぐう）是位在日本大阪府大阪市北區的神社。舊社格為府社（現神社本廳的別表神社）。別名、天滿天神・浪華菅廟・中島天滿宮。大阪市民以愛稱「天滿の天神さん」稱之。
毎年7月24日至25日舉行的天神祭是日本三大祭、大阪三大夏祭之一。

## 關連項目
- 天滿宮
- 天神信仰
- 天神橋筋商店街

## 外部連結
- 大阪天滿宮 （页面存档备份，存于）

34°41′45.69″N 135°30′45.43″E / 34.6960250°N 135.5126194°E